# Domarlunden

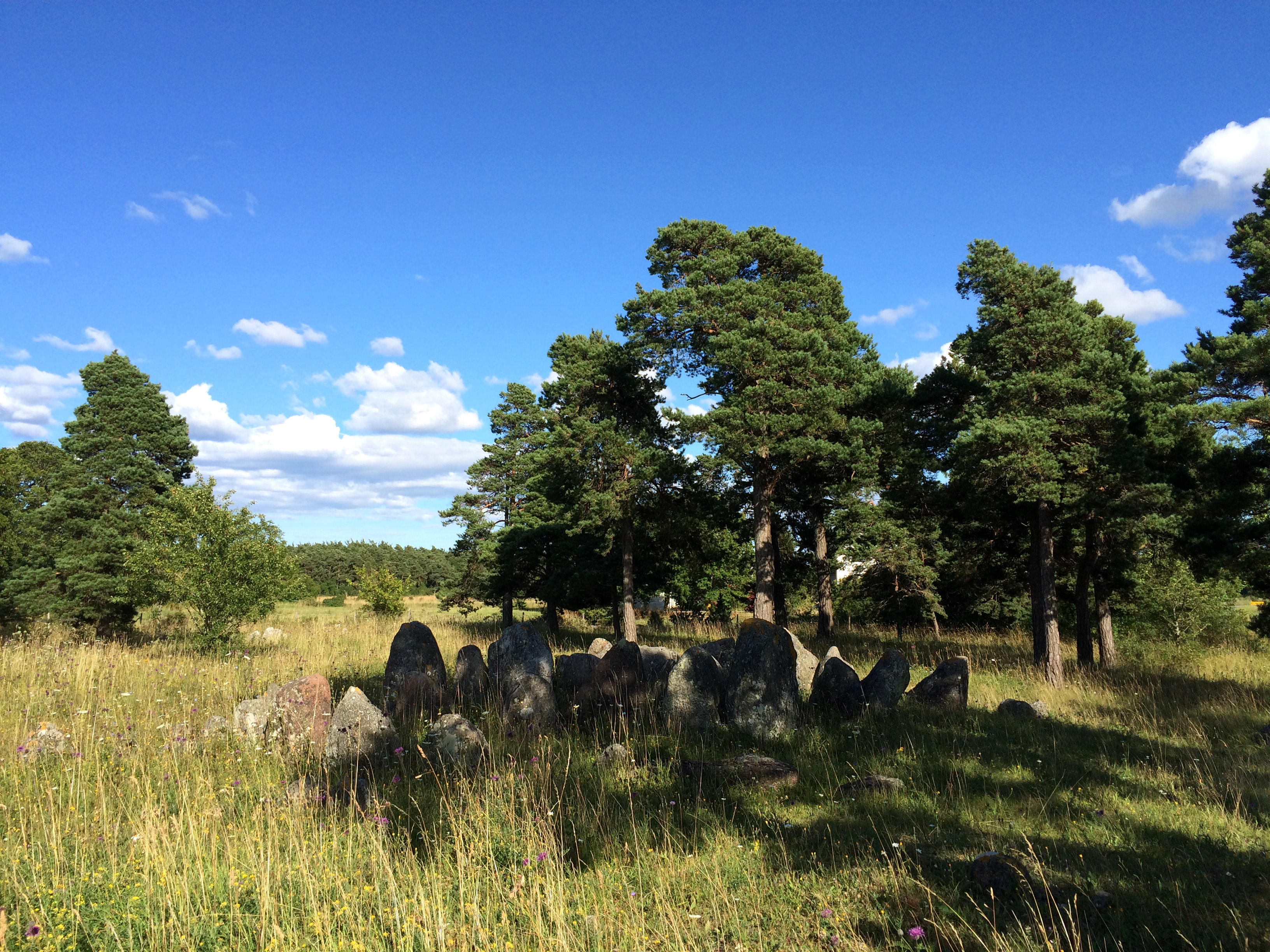

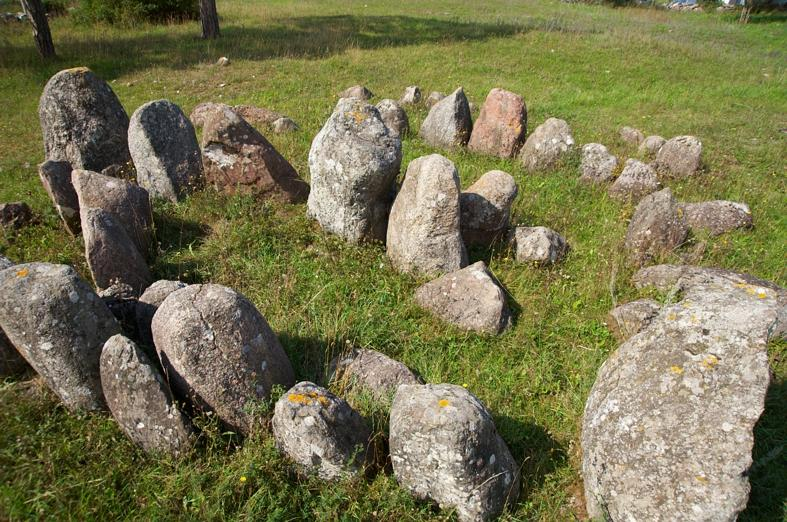

Domarlunden är ett gravfält på Liffride ägor i Lärbro socken på Gotland, brukat under brons- och järnåldern.
Gravfältet, som består av 102 anläggningar (92 runda stensättningar, 7 skeppssättningar och en brandgrop), totalundersöktes 1970-77. Sex av skeppssättningarna undersöktes redan 1916 av Harald Hansson. Området är rikt på fornlämningar. Ungefär 200 meter öster om Domarlunden vid Lajkarhajd ligger ett gravfält som undersöktes redan 1878 av Gabriel Gustafson med fynd från äldre järnålder. Vid Hägvide, ungefär 400 meter söder om Domarlunden ligger Hägvide, en av Gotlands få hällristningar.
Troligen utgjorde det gravfältet troligen en del av gravfältet vid Domarlunden. Då gården Liffride anlades på 1700-talet drogs en ny väg fram tvärs genom gravfältet, och den har förstört flera av lämningarna. Gravfältet vid Domarlunden har varit i bruk från yngre bronsålder fram till omkring 50 f. Kr. Ett undantag utgör en vendeltida sekundärgrav i en av stensättningarna. Gravfynden utgörs förutom av gravurnor av enklare dräktföremål i järn och brons: skålnålar, bygelnålar, svanhalsnålar, bältesringar och fibulor. 1974 påfträffades även en vikingatida silverskatt på gravfältet, bestående av 131 mynt, en del av en flätat halsing samt en spiralrullad ten i silver. Skatten är nedlagd någon gång efter 1046.